# Henry Guest
Il tenente colonnello Christian Henry Charles Guest, conosciuto come Henry Guest (15 febbraio 1874 – 9 ottobre 1957), è stato un politico inglese.

## Biografia
Era il figlio di Ivor Guest, I barone Wimborne, e di sua moglie, Lady Cornelia Spencer-Churchill, una zia del futuro primo ministro Winston Churchill. Il fratello maggiore Ivor Churchill Guest era uno degli ultimi Lord Luogotenenti dell'Irlanda, e anche i suoi fratelli minori Frederick e Oscar Guest erano membri del parlamento.

## Carriera

### Carriera militare
Guest ottenne una commissione nel III° Battaglione dei Lancaster Fusiliers nel 1892 e nel 1st Royal Dragoons nel 1894. Ha prestato servizio nella Seconda guerra boera (1899-1901). Nel 1901 fu distaccato per prestare servizio nello Staff, poi prestò servizio in India (1902-1907). Al suo ritorno nel Regno Unito, ha frequentato lo Staff College nel 1907, ed è stato istruttore al Cavalry School. Successivamente ha servito durante la prima guerra mondiale.

### Carriera politica
Il fratello minore Frederick è stato eletto deputato per l'East Dorset alle elezioni generali del gennaio 1910, ma è stato licenziato dopo le irregolarità elettorali da parte del suo agente di circoscrizione. Alle elezioni elettorali nel giugno del 1910, Henry fu eletto per succedergli. Alle elezioni politiche del dicembre 1910, Henry fu eletto per la circoscrizione di Pembroke e Haverfordwest e Frederick fu rieletto per East Dorset.
Quando il suo seggio di Pembroke e Haverfordwest fu abolito per le elezioni generali del 1918, Guest si presentò come candidato liberale della coalizione nel seggio di Wandsworth Central nel sud di Londra. 
Tornò alla Camera dei Comuni alle elezioni generali del 1922, come deputato liberale per Bristol North. Tuttavia, fu sconfitto alle elezioni del 1923, e si fece da parte nel 1924 in favore di suo fratello Frederick. 
Henry non rappresentò ancora il Parlamento fino alla morte del fratello nel 1937, quando vinse le elezioni suppletive per il posto di Frederick di Plymouth Drake come conservatore. Ha ricoperto quel seggio fino alla sua sconfitta alle elezioni generali del 1945.

## Matrimonio
Sposò, il 12 luglio 1911, Frances Henrietta Lyttelton (11 giugno 1885-20 gennaio 1918), figlia di Charles Lyttelton, VIII visconte Cobham. Ebbero un figlio:
- John Spencer Churchill Guest (14 maggio 1913-14 maggio 1997)[2], sposò Margaret Hetherington Houck, ebbero due figli.

## Ascendenza
|                                                 |                                                  |                                                 | Genitori                                         |  |  | Nonni |  |  | Bisnonni     |  |  | Trisnonni  |  |
|                                                 |                                                  |                                                 |                                                  |  |  |       |  |  | Thomas Guest |  |  | John Guest |  |
|                                                 |                                                  |                                                 |                                                  |  |  |       |  |  | Thomas Guest |  |  | John Guest |  |
|                                                 |                                                  | Anne Willmore                                   |                                                  |  |  |       |  |  | Thomas Guest |  |  |            |  |
| sir John Josiah Guest, I baronetto              |                                                  |                                                 |                                                  |  |  |       |  |  | Thomas Guest |  |  |            |  |
|                                                 |                                                  | Jemima Phillips                                 | John Revell Phillips                             |  |  |       |  |  |              |  |  |            |  |
|                                                 |                                                  | Jemima Phillips                                 | John Revell Phillips                             |  |  |       |  |  |              |  |  |            |  |
|                                                 |                                                  | Jemima Phillips                                 | Sarah Carter                                     |  |  |       |  |  |              |  |  |            |  |
| Ivor Guest, I barone Wimborne                   |                                                  | Jemima Phillips                                 |                                                  |  |  |       |  |  |              |  |  |            |  |
|                                                 |                                                  | Albemarle Bertie, IX conte di Lindsey           | Peregrine Bertie                                 |  |  |       |  |  |              |  |  |            |  |
|                                                 |                                                  | Albemarle Bertie, IX conte di Lindsey           | Peregrine Bertie                                 |  |  |       |  |  |              |  |  |            |  |
|                                                 |                                                  | Albemarle Bertie, IX conte di Lindsey           | Elizabeth Payne                                  |  |  |       |  |  |              |  |  |            |  |
| lady Charlotte Bertie                           |                                                  | Albemarle Bertie, IX conte di Lindsey           |                                                  |  |  |       |  |  |              |  |  |            |  |
|                                                 |                                                  | Charlotte Layard                                | rev. Charles Peter Layard                        |  |  |       |  |  |              |  |  |            |  |
|                                                 |                                                  | Charlotte Layard                                | rev. Charles Peter Layard                        |  |  |       |  |  |              |  |  |            |  |
|                                                 |                                                  | Charlotte Layard                                | Elizabeth Ward                                   |  |  |       |  |  |              |  |  |            |  |
| hon. Christian Henry Charles Guest              |                                                  | Charlotte Layard                                |                                                  |  |  |       |  |  |              |  |  |            |  |
|                                                 | George Spencer-Churchill, VI duca di Marlborough | George Spencer-Churchill, V duca di Marlborough |                                                  |  |  |       |  |  |              |  |  |            |  |
|                                                 | George Spencer-Churchill, VI duca di Marlborough | George Spencer-Churchill, V duca di Marlborough |                                                  |  |  |       |  |  |              |  |  |            |  |
|                                                 | George Spencer-Churchill, VI duca di Marlborough | lady Susan Stewart                              |                                                  |  |  |       |  |  |              |  |  |            |  |
| John Spencer-Churchill, VII duca di Marlborough | George Spencer-Churchill, VI duca di Marlborough |                                                 |                                                  |  |  |       |  |  |              |  |  |            |  |
|                                                 |                                                  | lady Jane Stewart                               | George Stewart, VIII conte di Galloway           |  |  |       |  |  |              |  |  |            |  |
|                                                 |                                                  | lady Jane Stewart                               | George Stewart, VIII conte di Galloway           |  |  |       |  |  |              |  |  |            |  |
|                                                 |                                                  | lady Jane Stewart                               | lady Jane Paget                                  |  |  |       |  |  |              |  |  |            |  |
| lady Cornelia Spencer-Churchill                 |                                                  | lady Jane Stewart                               |                                                  |  |  |       |  |  |              |  |  |            |  |
|                                                 |                                                  | Charles Stewart, III marchese di Londonderry    | Robert Stewart, I marchese di Londonderry        |  |  |       |  |  |              |  |  |            |  |
|                                                 |                                                  | Charles Stewart, III marchese di Londonderry    | Robert Stewart, I marchese di Londonderry        |  |  |       |  |  |              |  |  |            |  |
|                                                 |                                                  | Charles Stewart, III marchese di Londonderry    | lady Frances Pratt                               |  |  |       |  |  |              |  |  |            |  |
| lady Frances Anne Vane                          |                                                  | Charles Stewart, III marchese di Londonderry    |                                                  |  |  |       |  |  |              |  |  |            |  |
|                                                 |                                                  | lady Frances Vane-Tempest                       | sir Henry Vane-Tempest, II baronetto             |  |  |       |  |  |              |  |  |            |  |
|                                                 |                                                  | lady Frances Vane-Tempest                       | sir Henry Vane-Tempest, II baronetto             |  |  |       |  |  |              |  |  |            |  |
|                                                 |                                                  | lady Frances Vane-Tempest                       | Anne Catherine MacDonnell, II contessa di Antrim |  |  |       |  |  |              |  |  |            |  |
|                                                 |                                                  | lady Frances Vane-Tempest                       |                                                  |  |  |       |  |  |              |  |  |            |  |